# ハートアタックガン
ハートアタックガン（英語:heart attack gun/心臓発作銃) は中央情報局（CIA）が開発していた暗殺用の銃。
装填された、針状の毒が内蔵された銃弾を発射する銃である。

## 概要
メアリー・エンブリーは、CIAで音声監視部の秘書としてキャリアをスタートさせた後、技術サービス部に昇進した。彼女は、被害者に心臓発作を誘発するが、死後検視では検出されない毒薬の研究を依頼されたという。エンブリーは貝の毒素が理想的だという結論に達した。エンブリーの研究は、"心臓発作銃 "として知られる極秘兵器の開発につながった。
貝毒を水に混ぜて凍らせ、凍ったダーツ状にして心臓発作銃から発射するというものだ。
体内に入ると毒は血流に溶け、心臓発作を引き起こす。
1975年、ウィリアム・コルビーCIA長官は、フランク・チャーチ上院議員が議長を務めるチャーチ委員会の公聴会でこの兵器を発表した。心臓発作用の銃は、上部に照準器がついた拳銃で、ハンドルにバッテリーがついており、電気でダーツを発射するものだった。
コルビーは委員会で、この武器は "知覚なしに" 体内に入るダーツを発射することができると語った。この武器で撃たれたことを知る唯一の方法は、侵入地点に小さな赤い点があることだった。コルビーはまた、毒は検死には現れないと主張した。したがって、正式な死因は心臓発作とみなされる。この兵器は、CIAが決して追跡されることのない暗殺を行うために開発された。また、この銃がフィデル・カストロに使用される可能性があった。

## 構造

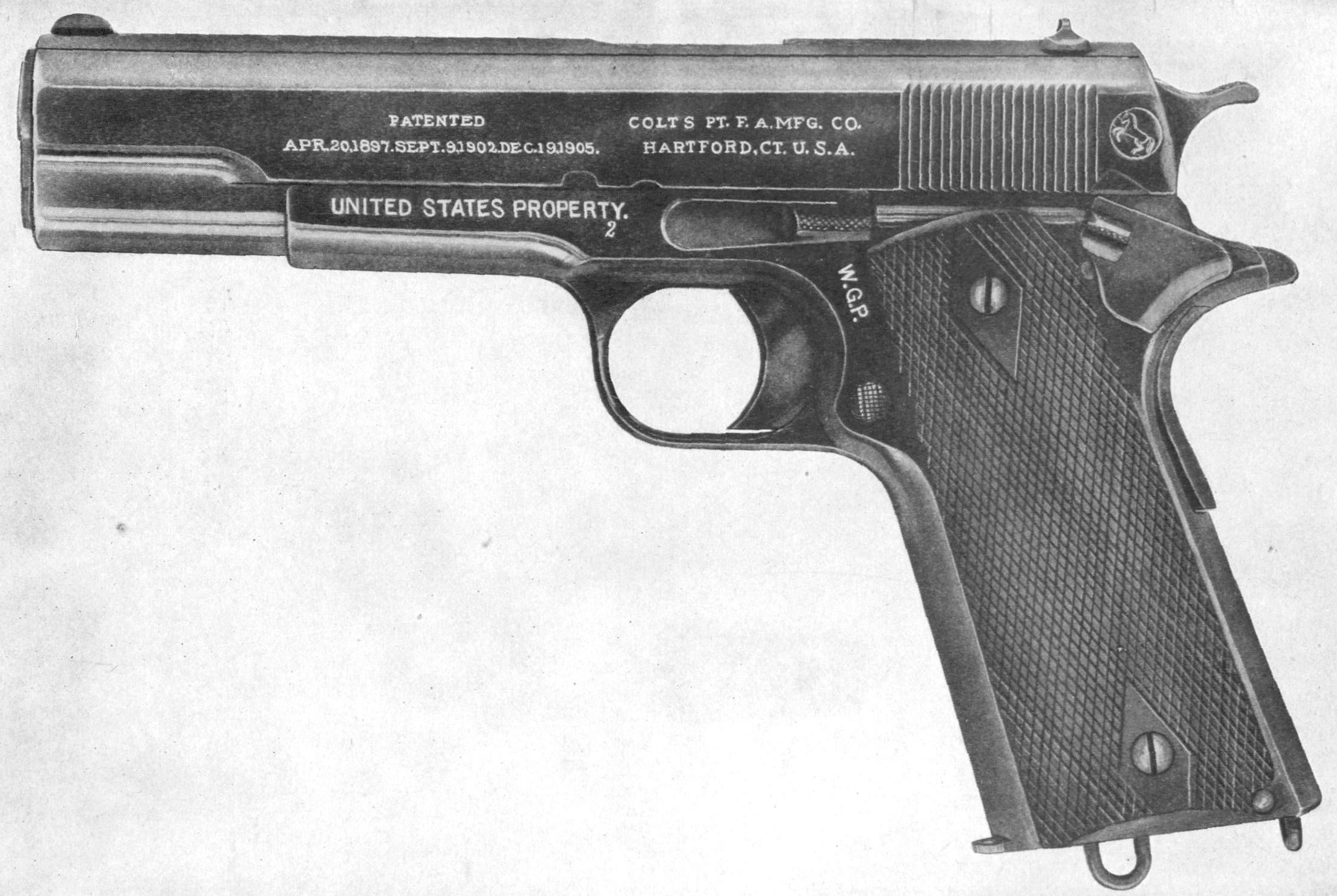
コルト社、M1911

銃の形はコルト社のM1911に酷似しておりスライドがなくなっている、本来撃鉄の位置するところは円筒状で円の中心からは導線のようなものが見受けられる。
- グリップにはバッテリーが仕込まれている。

- 排莢口がなくなって、銃上部には円筒状のスコープが備え付けられている。

## 毒物の効果
暗殺に使われるCIAの秘密兵器は、心臓発作を引き起こす小さな毒矢を発射する。このCIA秘密兵器のダーツは衣服を貫通し、皮膚には小さな赤い点しか残さない。殺傷力のあるダーツが刺さると、暗殺のターゲットにされた人物は蚊に刺されたような感覚を覚えるか、あるいはまったく何も感じない。
毒矢はターゲットに刺さると完全に分解する。そして致死性の毒が急速に血流に入り、心臓発作を引き起こす。一旦ダメージが与えられると、毒はすぐに変性するため、検死をしても心臓発作が自然死以外の原因によるものであることを発見できる可能性は極めて低い。
CIAの不正な活動に関する1975年の米上院の証言から得られている。
この武器は、チャーチ委員会の公聴会（正式名称は「諜報活動に関する政府運営調査合衆国上院特別委員会」）で発見されたひとつである。

## 開発
第二次世界大戦以来、生物兵器研究に専念してきた陸軍基地、フォート・デトリックの研究所で作業は始まった。そこでCIAの化学者であるネイサン・ゴードン博士のもと、研究者たちは貝毒を水と混ぜ合わせ、その混合物を凍らせて小さなペレットやダーツにした。完成した弾丸は、電気発射機構を備えた改造コルトM1911ピストルから発射される。有効射程距離は100メートルで、発射時の音はほとんどない。
標的に発射されると、凍ったダーツはすぐに溶け、被害者の血流に毒を放出する。貝の毒素は、集中的に投与されると心血管系を完全に停止させることが知られており、被害者の心臓に広がり、心臓発作をまねいて数分以内に死に至らしめる。
被弾痕は、ダーツが体内に入った小さな赤い点だけで、それを探すことを知らない者には発見できない。命中したあと、犯人は気づかれることなく逃げることができた。

## 発見
1970年代初頭にアメリカでは諜報活動に関する不祥事が次々と報道され同国国内では諜報活動の情報開示の圧力が高まり、チャーチ委員会が設立され、この委員会の公聴会でCIA長官ウィリアム・コルビーがこの銃の存在を報告した。